# Scott Dixon

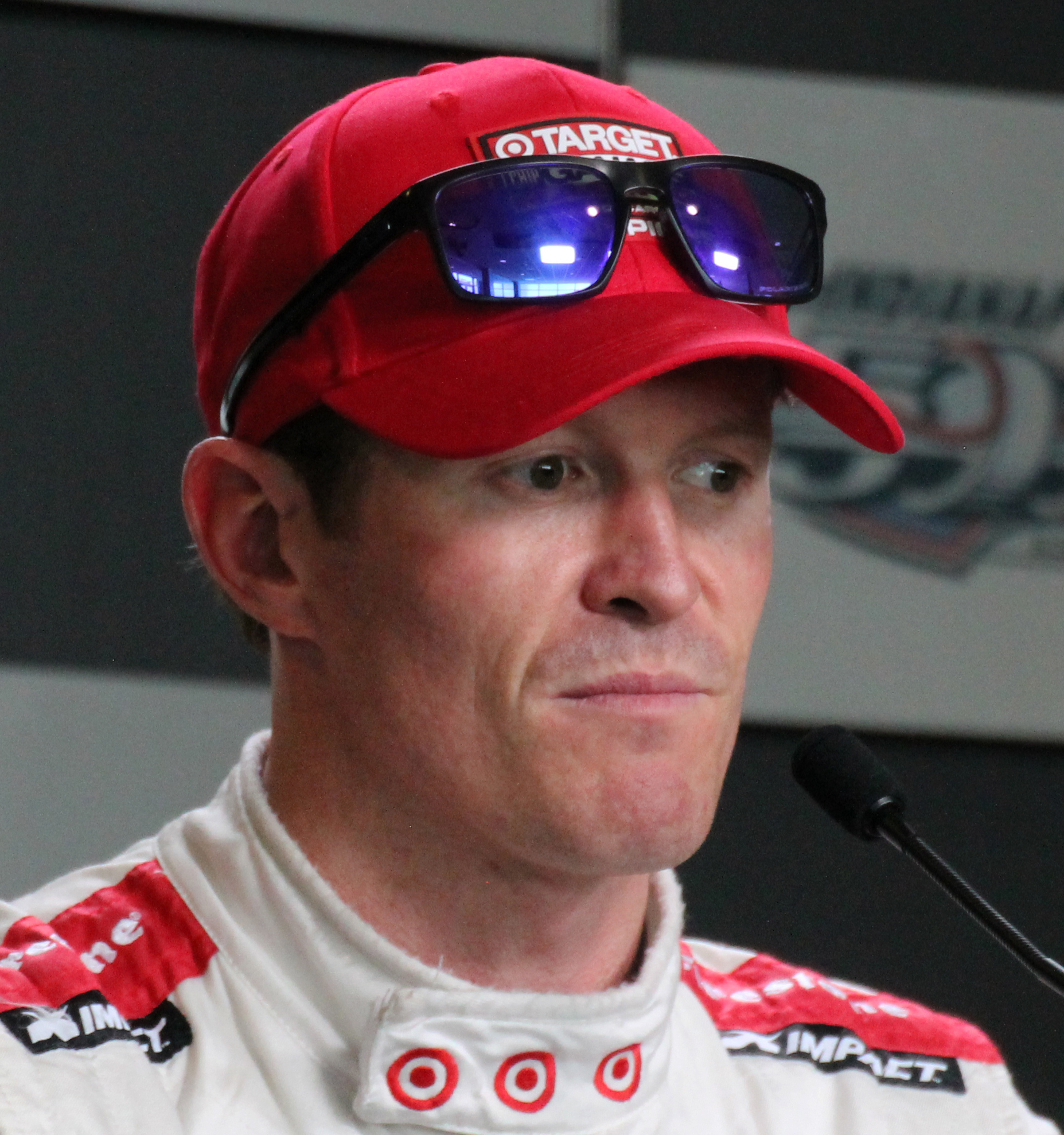
Dixon, 2015

Scott Ronald Dixon, (n. 22 iulie 1980, Brisbane, Queensland, Australia) este un pilot de curse neozeelandez, care a câștigat IndyCar de 3 ori.

## Cariera în IndyCar
| Sezon | Echipă              | Puncte | Loc clasament general |
| ----- | ------------------- | ------ | --------------------- |
| 2003  | Chip Ganassi Racing | 507    | 1                     |
| 2004  | Chip Ganassi Racing | 355    | 10                    |
| 2005  | Chip Ganassi Racing | 321    | 13                    |
| 2006  | Chip Ganassi Racing | 460    | 4                     |
| 2007  | Chip Ganassi Racing | 624    | 2                     |
| 2008  | Chip Ganassi Racing | 646    | 1                     |
| 2009  | Chip Ganassi Racing | 605    | 2                     |
| 2010  | Chip Ganassi Racing | 547    | 3                     |
| 2011  | Chip Ganassi Racing | 518    | 3                     |
| 2012  | Chip Ganassi Racing | 435    | 3                     |
| 2013  | Chip Ganassi Racing | 577    | 1                     |